# Scleronema grandiflorum
Scleronema grandiflorum är en malvaväxtart som beskrevs av Huber. Scleronema grandiflorum ingår i släktet Scleronema och familjen malvaväxter. Inga underarter finns listade i Catalogue of Life.